# Quilombo dos Palmares
Quilombo dos Palmares of Palmares was de grootste en bekendste quilombo (destijds werd de term mocambo gebruikt) van Brazilië. De quilombo, een nederzetting van weggelopen Afrikaanse slaven, werd tegen 1630 gesticht in de heuvels van de Serra da Barriga in het noordoosten van het land, in de huidige staat Alagoas. Pas in 1695 wisten de Portugezen Palmares van de kaart te wissen.

## Geschiedenis

### Ontstaan
De slaven die in Brazilië op de plantages moesten werken kwamen vaak in opstand. Middelen daarvoor waren protest, opruiing en vernielingen aan eigendommen van de plantagehouders. Ook vermoordden zij hun eigen kinderen of zichzelf om daarmee de plantagehouders financieel te duperen, want slaven waren duur. Soms lukte het slaven te ontsnappen naar voor slavenjagers moeilijk begaanbare gebieden. Tijdens de strijd tussen Nederlanders en Portugezen om Nederlands-Brazilië ontstond zo Palmares, een verzameling van dorpen van ontsnapte slaven onder leiding van koning Macaco. Palmares, gelegen langs de rivier de São Francisco in Pernambuco, kon ontstaan doordat de slaven op de plantages gebruik maakten van de chaos rond de aanvallen van de Nederlanders tegen de Portugezen die Brazilië beheersten.

### Bestaan

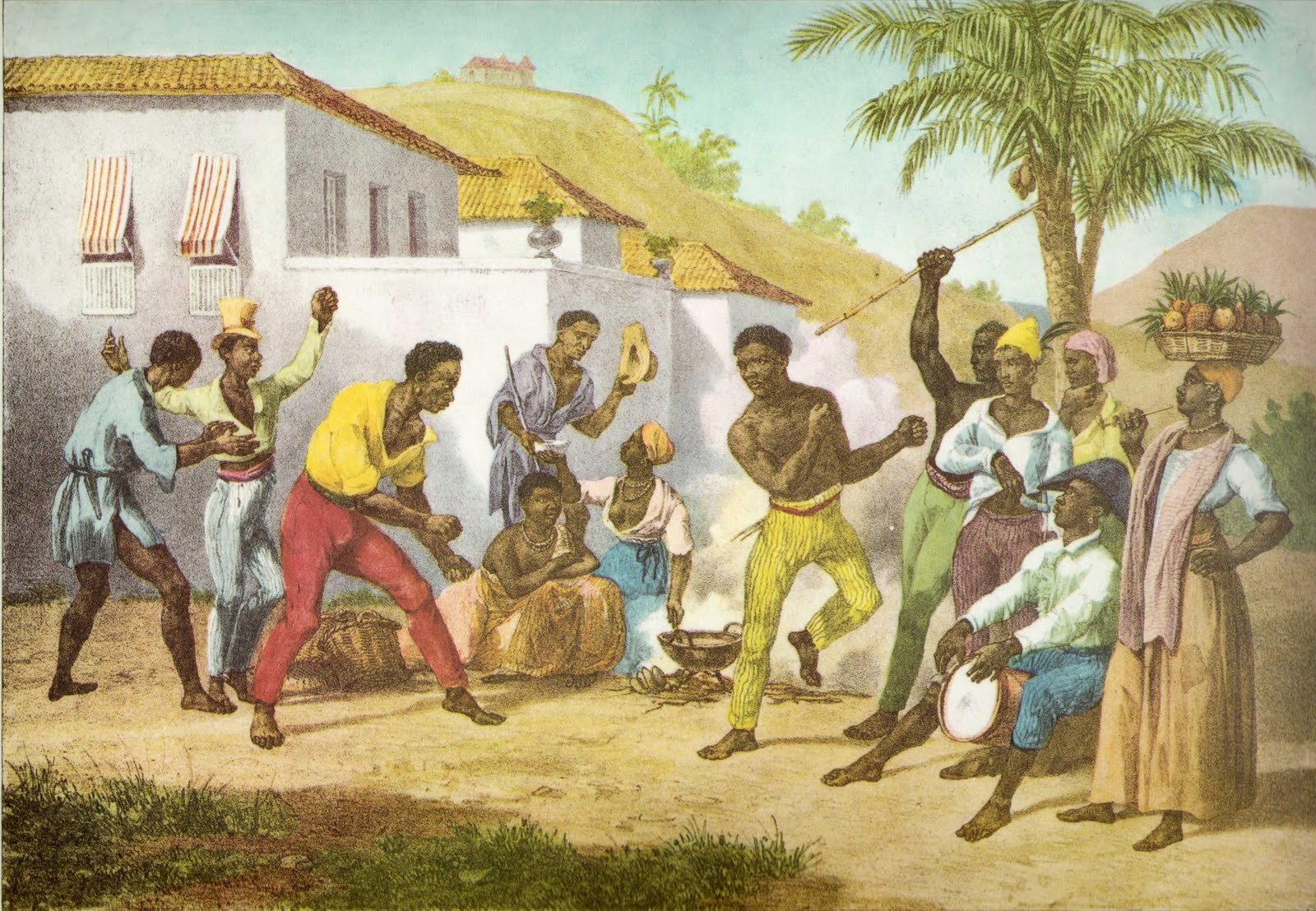
Schilderij over Palmares (1835)

Palmares was in feite een onafhankelijke maatschappij met eigen wetten en levend van de landbouw. De bevolking – op het hoogtepunt enkele duizenden personen – bestond voornamelijk uit Angolezen, hetgeen het karakter van de staat bepaalde. Er leefden ook dubbel- en halfbloedmensen, indianen en enkele gevluchte Portugezen; het was die laatste groep die zorgde voor de opbouw van sterke en slimme verdediging. Het legertje van Palmares trok vaak op rooftocht naar de plantages; niet alleen om te plunderen maar ook om zelf slaven mee te nemen om te werk te kunnen stellen.

### Ondergang
De suikerindustrie van Noordoost-Brazilië, destijds de belangrijkste bedrijfstak in Brazilië, was niet blij met het bestaan van Palmares. De grootgrondbezitters pleitten steeds voor het sturen van troepen. In 1644-'45 probeerden de troepen van Nederlands-Brazilië Palmares te vernietigen; hun poging mislukte. Ook de Portugezen faalden steeds. Pas in 1695 slaagden de Portugezen er uiteindelijk in om Palmares te vernietigen en hun leider Zumbi te onthoofden.